# Алгазіно (Баймацький район)
Алга́зіно (рос. Алгазино, башк. Алғазы) — присілок у складі Баймацького району Башкортостану, Росія. Входить до складу Абдулкарімовської сільської ради.
Населення — 194 особи (2010; 223 в 2002).
Національний склад:
- башкири — 99%